# مرد توی ماه
مرد توی ماه (انگلیسی: The Man in the Moon) فیلمی آمریکایی در سبک درام دربارهٔ سن بلوغ به کارگردانی رابرت مالیگن محصول سال ۱۹۹۱ است. این فیلم آخرین کار مالیگن و نیز نخستین نقش ریس ویترسپون بود.